# Max Hagmayr
Maximilian „Max” Hagmayr (ur. 16 listopada 1956 w Wels) – piłkarz austriacki grający na pozycji napastnika.

## Kariera klubowa
Karierę piłkarską Hagmayr rozpoczął w klubie SK VÖEST Linz. W sezonie 1975/1976 zadebiutował w jego barwach w austriackiej Bundeslidze. W 1978 roku wystąpił w finale Pucharu Austrii, a w 1980 roku wywalczył wicemistrzostwo kraju.
W 1982 roku Hagmayr przeszedł do Karlsruher SC. W Bundeslidze zadebiutował 21 sierpnia 1982 w wygranym 1:0 domowym meczu z Eintrachtem Frankurt. W 1983 roku spadł z Karlsruher do drugiej ligi.
Po spadku KSC Hagmayr wrócił do Austrii. Przez rok grał w Rapidzie Wiedeń, z którym zdobył Puchar Austrii. Od 1984 do 1988 roku grał w LASK Linz, w którym zakończył karierę piłkarską.
| Sezon   | Klub          | Kraj    | Rozgrywki  | Mecze | Bramki |
| ------- | ------------- | ------- | ---------- | ----- | ------ |
| 1975/76 | SK VÖEST Linz | Austria | Bundesliga | 19    | 3      |
| 1976/77 | SK VÖEST Linz | Austria | Bundesliga | 22    | 3      |
| 1977/78 | SK VÖEST Linz | Austria | Bundesliga | 32    | 11     |
| 1978/79 | SK VÖEST Linz | Austria | Bundesliga | 5     | 2      |
| 1979/80 | SK VÖEST Linz | Austria | Bundesliga | 36    | 11     |
| 1980/81 | SK VÖEST Linz | Austria | Bundesliga | 34    | 14     |
| 1981/82 | SK VÖEST Linz | Austria | Bundesliga | 33    | 14     |
| 1982/83 | Karlsruher SC | RFN     | Bundesliga | 31    | 6      |
| 1983/84 | Rapid Wiedeń  | Austria | Bundesliga | 14    | 0      |
| 1984/85 | LASK Linz     | Austria | Bundesliga | 30    | 16     |
| 1985/86 | LASK Linz     | Austria | Bundesliga | 15    | 8      |
| 1986/87 | LASK Linz     | Austria | Bundesliga | 5     | 1      |
| 1987/88 | LASK Linz     | Austria | Bundesliga | 10    | 0      |

## Kariera reprezentacyjna
W reprezentacji Austrii Hagmayr zadebiutował 30 stycznia 1979 roku w wygranym 1:0 towarzyskim spotkaniu z Izraelem. W 1982 roku był w kadrze Austrii na Mundialu w Hiszpanii. Na tym turnieju zagrał w jednym meczu, z Irlandią Północną (2:2). Od 1979 do 1982 roku rozegrał w kadrze narodowej 9 meczów i strzelił jednego gola.